# Hakan Arıkan
Hakan Arıkan (17 sierpnia 1982 w Karamürsel) – turecki piłkarz występujący na pozycji bramkarza.

## Kariera klubowa
Jego pierwszym klubem była w latach 1999–2001 młodzieżowa drużyna Pendikspor. Następnie odszedł do Kocaelisporu. Tam przez sezon 2001/2002 grał w zespole juniorskim. W 2002 roku przebił się do pierwszego składu Kocaelispor. Spędził tam kolejne 4 lata. Od roku 2006 przez rok bronił bramki Ankarasporu (w meczu z Galatasaray SK obronił dwa rzuty karne; po tym spotkaniu został powołany do reprezentacji Turcji). Po udanym sezonie wykupił go Beşiktaş JK. W barwach tego klubu w meczu fazy grupowej Ligi Mistrzów 2007/08 z Liverpoolem przepuścił osiem bramek (0:8 dla Liverpoolu). W 2011 roku przeszedł do Mersin İdman Yurdu. W 2012 roku został zawodnikiem Antalyasporu. Następnie grał w Kayserirporze i Trabzonsporze, a w 2016 został piłkarzem Osmanlısporu.

## Kariera reprezentacyjna
W reprezentacji zadebiutował w 2007. Dotąd zagrał 6 spotkań. Został powołany przez trenera Fatiha Terima do szerokiej 26 osobowej kadry na EURO 2008.